# All I Was
All I Was è il primo album in studio del gruppo musicale statunitense Tremonti, pubblicato il 17 luglio 2012 dalla FRET12.
Prodotto da Michael "Elvis" Baskette, il disco segna il debutto di Mark Tremonti alla voce principale e alla sua realizzazione hanno preso parte anche Eric Friedman (chitarra, basso e cori) e Garrett Whitlock (batteria), entrambi ex membri dei disciolti Submersed.

## Antefatti
Tremonti aveva espresso interesse a pubblicare un album solista già dal 2010. In un'intervista, disse parlando dei suoi due principali gruppi: "Le due band sono molto diverse. Ed io scrivo davvero tanto. Ho intenzione di fare un disco solista, perché ci sono alcune canzoni che mi dispiace pensare che non vedranno mai la luce del giorno, dato che non funzionerebbero né per i Creed né per gli Alter Bridge". Decise di fare l'album durante un periodo di tre mesi in cui il cantante degli Alter Bridge, Myles Kennedy, stava lavorando con Slash, mentre il cantante dei Creed, Scott Stapp, si trovava in tour. Parlando del nuovo album, lo descrisse "animato dalla melodia", ma anche caratterizzato da un sound più duro, con elementi thrash e speed metal. In un'altra intervista, disse che l'album sarebbe stato probabilmente più pesante dei Creed o degli Alter Bridge, e che avrebbe contenuto molti assoli. Egli sottolineò, tuttavia, che avrebbe mantenuto un forte nucleo melodico.
Su Facebook, il 6 aprile 2011 gli Alter Bridge annunciarono che la realizzazione dell'album solista di Tremonti era iniziata, accompagnando all'annuncio una foto del processo di registrazione. Il 20 gennaio 2012, Tremonti e FRET12 lanciarono The Tremonti Project, un sito web riguardante il suo album solista in cui i fan possono iscriversi per ricevere notizie ed anteprime sul disco. Sulla pagina web furono ufficialmente rivelati l'elenco dei titoli delle canzoni in fase di creazione, la formazione dei musicisti (composta da Tremonti, dal chitarrista e bassista Eric Friedman e dal batterista Garrett Whitlock), ed il titolo dell'album. Il 20 marzo, fu rivelata la copertina del disco. Secondo Tremonti, l'album sarebbe uscito nel luglio 2012 e sarebbe stato distribuito da EMI; disse anche che sperava di pubblicare il primo singolo estratto dall'album al più presto. Inoltre, il bassista Brian Marshall, già membro di Creed e Alter Bridge, rivelò su Twitter che avrebbe suonato nella band di Tremonti, ed è stato successivamente confermato come membro per la prima tappa del tour. Alla fine di aprile 2012, Tremonti rivelò le anteprime di tre canzoni del suo album.
Secondo Billboard, All I Was sarebbe uscito intorno al 10 luglio 2012 dalla FRET12 Records, mentre You Waste Your Time fu annunciato come il primo singolo estratto dall'album. FMQB riferì che You Waste Your Time sarebbe uscita nelle radio rock nel maggio 2012, e la canzone fu resa disponibile per l'ascolto su Loudwire il 6 maggio 2012, un giorno prima della sua uscita ufficiale. La canzone in seguito raggiunse la decima posizione nella iTunes Rock Songs Chart. Un video della canzone, eseguita dal vivo in studio, fu pubblicato il 17 maggio 2012. L'album è stato definitivamente pubblicato il 17 luglio 2012.
Nel settembre 2012, Wolfgang Van Halen ha sostituito Brian Marshall come bassista della band durante il tour. Van Halen è stato successivamente nominato membro ufficiale della band nel marzo 2013.
Un b-side del disco, All That I Got, è stato pubblicato come singolo il 16 aprile 2013. Un altro b-side chiamato Gone è stato pubblicato, sempre come singolo, il 16 settembre 2014.

## Accoglienza
All I Was ha ricevuto il plauso della critica. Nella sua recensione, Rick Florino di ARTISTdirect ha assegnato una recensione positiva ed una valutazione di 5 stelle su 5, affermando che "All I Was si presenta perfetto da cima a fondo." Paige Camisasca della rivista Revolver ha scritto, "All I Was rivela la notevole profondità del talento di uno dei chitarristi che rappresentano il nocciolo duro del rock".

## Tracce
Testi e musiche di Mark Tremonti.
1. Leave It Alone – 4:39
2. So You're Afraid – 3:56
3. Wish You Well – 3:00
4. Brains – 4:31
5. The Things I've Seen – 4:37
6. You Waste Your Time – 3:47
7. New Way Out – 4:19
8. Giving Up – 4:45
9. Proof – 4:41
10. All I Was – 3:39
11. Doesn't Matter – 3:39
12. Decay – 3:57

## Formazione
Gruppo
- Mark Tremonti – voce, chitarra solista, arrangiamento
- Eric Friedman – cori, chitarra, basso, arrangiamento
- Garrett Whitlock – batteria, arrangiamento

Produzione
- Michael "Elvis" Baskette – produzione, missaggio
- Jef Moll – ingegneria del suono
- Kevin Thomas – assistenza tecnica
- Ted Jensen – mastering